# Micropeza distincta
Micropeza distincta är en tvåvingeart som beskrevs av Ignaz Rudolph Schiner 1868. Micropeza distincta ingår i släktet Micropeza och familjen skridflugor.
Artens utbredningsområde är Venezuela. Inga underarter finns listade i Catalogue of Life.